# Trachelophyllidae
Famille
Les Trachelophyllidae sont une famille de Ciliés de la classe des Gymnostomatea et de l’ordre des Spathidiida.

## Étymologie
Le nom de la famille vient du genre type Trachelophyllum, dérivé du grec τραχελ / trachel, « cou », et φυλλ / fyllos, « feuille », en référence à la forme de cet organisme.

## Description
En 1930, Alfred Kahl décrit le genre type ainsi : 

« (Le genre Trachelophyllum) a un corps allongé, extensible, très aplati, en forme de cou effilé à l'avant et tronqué transversalement. Orifice buccal étroit, rond en coupe transversale, avec des trichocystes dans la paroi. La paroi pharyngée dépasse sur le corps plus ou moins nettement. L'ectoplasme est pourvu de longs cils clairsemés en rangées larges et 1-2 rangées de soies. Le macronoyau est en deux parties, souvent distantes l'une de l'autre, chacune avec un micronoyau. La tendance à former des coquilles gélatineuses est fréquente. Les représentants typiques (de ce genre) sont difficiles à séparer les uns des autres. 
Les membres de ce genre sont tous des mangeurs d'infusoires et de flagellés ; il existe des souches à zoochlorelles.
La conjugaison, s'effectue par fusion de la bouche. »

## Habitat et répartition
Ce sont des ciliés marins, d'eau douce ou terrestres, répartis sur tout le globe.

## Liste des genres
Selon GBIF (28 décembre 2022) :
- Acaryophrya André, 1915
- Actinorhabdos Foissner, 1984
- Bilamellophrya
- Chaenea
- Chaenia
- Enchellyodon
- Enchelyodon Claparède & Lachmann, 1859
- Enchelyotricha Foissner, 1986
- Enchyleodon
- Epitholiolus
- Foissnerides Song & Wilbert, 1989
- Lagynophrya Kahl, 1927
- Lepidotrachelophyllum Nicholls & Lynn, 1984
- Luporinophrys Foissner, 2005
- Pallitrichodina
- Phialina Bory de St.Vincent, 1824
- Sleighophrys Foissner, 2005
- Spetazoon Foissner, 1994
- Trachelophyllum Claparède & Lachmann, 1859 - genre type

## Systématique
Le nom valide de ce taxon est Trachelophyllidae Kent, 1882.